# Ministerio de Transporte e Infraestructura
El Ministerio de Transporte e Infraestructura (en albanés: Ministria e Transportit dhe Infrastrukturës es el departamento del gobierno de Albania que se encarga del transporte nacional, la infraestructura del país, los estándares técnicos que se solicitan internamente, el suministro de agua y sanitización así como el tratamiento de los deshechos urbanos.

## Historia
Desde que se fundó la institución, el Ministerio de Transportes ha sido reorganizado, unido y separado junto con otros ministerios dependientes del gobierno, lo que le ha llevado a ver su nombre modificado varias veces. La lista de nombres por el que se ha conocido al ministerio desde la instauración de la República de Albania en 1992 es la siguiente:
- Ministerio de Transporte y Comunicaciones (Ministria e Transporteve dhe Komunikacioneve) 1992 - 1994
- Ministerio de Industria, Transporte y Comercio (Ministria e Industrisë, Transportit dhe Tregtisë) 1994 - 1997
- Ministerio de Obras Públicas y Transporte (Ministria e Punëve Publike dhe Transporteve) 1997 - 1999
- Ministerio de Transporte (Ministria e Transporteve) 1999 - 2002
- Ministerio de Transporte y Comunicaciones (Ministria e Transporteve dhe Komunikacioneve) 2002 - 2005
- Ministerio de Obras Públicas, Transporte y Comunicaciones (Ministria e Punëve Publike, Transporteve dhe Komunikacioneve) 2005 - 2013
- Ministerio de Transporte e Infraestructura (Ministria e Transportit dhe Infrastrukturës) 2013 - 2017

El Ministerio de Transporte fue disuelto en septiembre de 2017. el departamento de transporte fue incorporado al Ministerio de Infraestructura y Energía, que absorbió todas sus funciones.

## Estructura
El Ministerio de Transporte e Infraestrcutura tiene una estructura dividida en varios departamentos subordinados. Estas secciones incluyen: Directorio General de Políticas. Dirección de Política de Transporte, Dirección de Política de Suministro de Agua y Aguas Residuales, Dirección General de Estándares y Seguimiento, Dirección para las Licencias y Regulaciones de la Construcción, Dirección de Estadísticas y Seguimiento, Dirección de Seguridad en Tráfico y Carreteras, Dirección de Servicios de Apoyo, Dirección de Finanzas, Directorio General para la Integración, Dirección de Proyectos y la Dirección para la Integración Europea.